# Anna Laurell
Anna Rosalie Eleonora Laurell Nash (* 12. Februar 1980 in Klågerup, Svedala) ist eine schwedische Boxerin. Sie wurde 2001 und 2005 Weltmeisterin im Mittelgewicht.

## Werdegang
Anna Laurell wuchs in Lund in einer kinderreichen, aber vermögenden Familie auf. Sie besuchte ein Gymnasium und begann mit 18 Jahren an der Universität Lund ein Studium der Mathematik, wechselte aber schon bald zur Chemie über. 1997 nahm sie mit drei Freundinnen beim Boxclub in Lund (BS Lund) das Boxtraining auf, zunächst nur „um sich fit zu halten“. Schon sehr bald fand sie jedoch Gefallen am Boxen und begann bei Thomas Lundberg ernsthaft zu trainieren. Später kamen dann noch John Brinkell und Jormen Kalmendal als Trainer hinzu. Ihr herausragendes Merkmal ist ihre hervorragende linke Führhand. 1998 bestritt sie ihren ersten Kampf.
Im Jahre 1999 nahm sie erstmals an den schwedischen Frauen-Meisterschaften teil und gewann dort mit einem Punktsieg über die zu diesem Zeitpunkt schon weitaus bekanntere Åsa Sandell gleich den schwedischen Meistertitel in der Gewichtsklasse bis 75 kg Körpergewicht. Im selben Jahr nahm sie auch schon beim Feenix-Turnier in Turku/Finnland teil, einem der ersten großen internationalen Frauen-Box-Turniere, die überhaupt veranstaltet wurden. Sie verlor dort allerdings gegen die weitaus erfahrenere Veronica Simmons aus den Vereinigten Staaten durch Abbruch i.d. 1. Runde. Auch im Jahre 2000 musste sie beim Feenix-Turnier gleich in der ersten Runde gegen Jennifer Grenon aus Kanada eine Niederlage hinnehmen. Bei diesen Turnieren lernte sie aber viel hinzu und entwickelte sich zusehends. So schnell, dass sie bereits im Jahre 2001 bei der Europameisterschaft in Saint-Amand-les-Eaux, das waren die ersten Europameisterschaften, die überhaupt ausgetragen wurden, im Mittelgewicht das Finale erreichte, in dem sie allerdings gegen Swetlana Andrejewa aus Russland nach Punkten (9:13) verlor. Als Vize-Europameisterin fuhr sie wenig später zur ersten Frauen-Weltmeisterschaft nach Scranton in din Vereinigten Staaten. Dort gelang es ihr mit Siegen über Robyn Labuda, USA, Guo Shuai, Volksrepublik China und Anita Ducza aus Ungarn Weltmeisterin zu werden. Anita Ducza wurde dann in der weiteren Karriere von Anna Laurell eine ihrer Hauptkonkurrenten, die sich noch unzählige Duelle lieferten.
Im Jahre 2002 begann Anna Laurell an der Universität Lund eine Ausbildung zur Onkologin. Sie musste deshalb ihr Training etwas einschränken. Zu Beginn des Jahres 2003 ging sie für einige Monate nach Paris und setzte dort ihr Studium fort. Sie trainierte dort beim Boxclub BAC 9 Paris. Sie nahm 2003 auch an der Europameisterschaft in Pécs/Ungarn teil, war aber wegen der geschilderten Umstände nicht in Hochform. Immerhin erreichte sie dort im Mittelgewicht hinter Natalja Ragosina, Russland und Anita Ducza den 3. Platz und gewann also wieder eine Medaille. 2004 holte sie sich dann in Riccione/Italien den Europameistertitel zurück. Im Finale des Mittelgewichts besiegte sie dort Anita Ducza nach Punkten.
Äußerst erfolgreich verlief für Anna Laurell das Jahr 2005. Sie verlor zwar bei den internationalen Turnieren in Sankt Petersburg und in Pécs die Finalkämpfe gegen Olga Slawinskaja, Russland und Anita Ducza, war dafür aber bei der Europameisterschaft in Tønsberg/Norwegen und bei der Weltmeisterschaft in Podolsk jeweils im Mittelgewicht erfolgreich. In Tønsberg siegte sie im Finale über Marija Jaworskaja, Russland nach Punkten (31:20) und in Podolsk gewann sie im Endkampf über Olga Nowikowa aus der Ukraine nach Punkten (39:22), nachdem sie Marija Jaworskaja bereits im Halbfinale durch Abbruch i.d. 2. Runde geschlagen hatte.
2006 wurde sie auch wiederum schwedische Meisterin, wobei sie im Endkampf ihre Gegnerin Karolina Persson mit 44:1 Punkten deklassierte. Sie erkrankte aber kurz danach und konnte im Jahre 2006 keine weiteren Wettkämpfe mehr bestreiten. 2007 wurde sie, wieder genesen, erneut Siegerin bei der Europameisterschaft in Vejle/Dänemark, wo sie ihre Gegnerinnen Marija Jaworskaja (13:3) und Olga Nowikowa (20:6) jeweils nach Punkten schlug. Kurz danach siegte sie auch bei der Meisterschaft der Europäischen Union in Lille, dabei gewann sie im Finale gegen Anita Ducza knapp nach Punkten (7:6).
Bei der Weltmeisterschaft 2008 in Ningbo/China gewann Anna Laurell im Mittelgewicht über Chimere Taylor aus Trinidad (10:2) und über Anita Ducza (8:2) jeweils nach Punkten, musste sich aber im Finale der jungen Chinesin Li Jinzi klar nach Punkten (1:9) geschlagen geben und wurde Vize-Weltmeisterin. 2010 startete Laurell dann auch wieder bei der Weltmeisterschaft in Bridgetown/Barbados, verlor aber im Achtelfinale gegen Mary Spencer aus Kanada nach Punkten (2:9) und landete auf dem 9. Platz, während Mary Spencer Weltmeisterin wurde. Auch die Europameisterschaften 2011 endeten für Laurell bereits frühzeitig. Sie verlor im Viertelfinale gegen die spätere Goldmedaillengewinnerin Nadeschda Torlopowa, Russland (15:10). Einzig die skandinavischen Meisterschaften dieses Jahres konnte sie gewinnen. 2012 folgten die nächsten Weltmeisterschaften, bei denen Laurell nach Siegen u. a. über Mary Spencer (18:11), Lidia Fidura, Polen (20:14), und Andrea Strohmaier, Deutschland (24:8), das Halbfinale erreichte. Dieses verlor sie gegen Yelena Vıstropova, Aserbaidschan, äußerst knapp mit 16:15 Punkten und gewann damit die Bronzemedaille hinter Savannah Marshall, Vereinigtes Königreich, und Vıstropova. Da damit die beiden europäischen Quotenplätze für die Olympischen Spiele 2012 bereits vergeben waren, reichte es für Laurell nicht für eine direkte Qualifikation. Jedoch wurde sie dann als verdiente Kämpferin vom Weltverband AIBA zu den Spielen in London eingeladen. Hier schlug sie zunächst im Achtelfinale die Australierin Naomi-Lee Fischer-Rasmussen mit 24:17 Punkten, bevor sie im Viertelfinale gegen die spätere Olympiasiegerin Claressa Shields, Vereinigte Staaten (18:14), ausschied und damit den fünften Platz belegte.
2013 nahm sich Laurell eine Auszeit. Bei den Europameisterschaften 2014 verlor sie bereits ihren ersten Kampf gegen die spätere Goldmedaillengewinnerin Nouchka Fontijn, Niederlande, mit 3:0 Punktrichterstimmen. 2015 gewann Laurell die Nordeuropäischen Meisterschaften mit einem Finalsieg über Love Holgersson, welche ebenfalls aus Schweden stammt, gewinnen. Gegen ebendiese verlor sie dann aber im selben Jahr erstmals seit vielen Jahren ein Finale der schwedischen Meisterschaften. Trotzdem wurde Laurell vom schwedischen Verband für die Europaspiele 2015 nominiert und gewann hier nach Siegen u. a. über Lidia Fidura (2:1) und einer Finalniederlage gegen Nouchka Fontijn (3:0), die Silbermedaille. Im Olympiajahr 2016 erreichte Laurell beim europäischen Olympiaqualifikationsturnier nach Siegen u. a. wieder über Fidura (3:0) und einer Finalniederlage gegen Yaroslava Yakushina, Russland (2:1), den zweiten Platz und damit die Qualifikation für die Olympischen Spiele 2016 in Rio de Janeiro. Die Weltmeisterschaften 2016 endeten für Laurell bereits im Achtelfinale gegen Li Qian, China (3:0).
Anna Laurell, die als Wissenschaftlerin an der Universität Lund arbeitet, wurde für ihre Verdienste um das Frauenboxen vom Weltverband der Amateurboxer AIBA zur Botschafterin der Frauen für das Boxen (Woman Boxing Ambassador) ernannt.

## Internationale Erfolge
| Jahr | Platz | Wettbewerb                            | Gewichtsklasse | Ergebnis |
| 1999 | 3.    | Feenix-Cup in Turku/Finnland          | bis 75 kg KG   | nach Abbruchniederlage i.d. 1. Runde gegen Veronica Simmons, USA |
| 2000 | 1.    | Witch-Cup in Budapest                 | bis 75 kg KG   | nach einem Abbruchsieg i.d. 2. Runde im Finale über Marina Lugowaja, Ukraine |
| 2000 | 3.    | Feenic-Cup in Turku                   | bis 75 kg KG   | nach Punktniederlage gegen Jennifer Grenon, Kanada (4:8) |
| 2001 | 1.    | Witch-Cup in Pécs/Ungarn              | bis 75 kg KG   | nach einem Punktsieg im Finale über Anita Ducza, Ungarn |
| 2001 | 2.    | EM in Saint-Amand-les-Eaux/Frankreich | bis 75 kg KG   | nach Punktsieg über Mehtap Bakis, Türkei (3:2) und Punktniederlage gegen Swetlana Andrejewa, Russland (9:13) |
| 2001 | 1.    | WM in Scranton/USA                    | bis 75 kg KG   | nach Abbruchsieg i.d. 2. Runde über Robyn Labuda, USA u. Punktsiegen über Guo Shuai, China (9:6) u. Anita Ducza (17:16) |
| 2001 | 1.    | Feenix-Cup in Turku                   | bis 75 kg KG   | nach Abbruchsieg i.d. 2. Runde über Angela Josopovic, Kanada |
| 2002 | 1.    | Witch-Cup in Pécs                     | bis 75 kg KG   | nach Punktsieg über Anita Ducza (3:2) |
| 2003 | 1.    | Torneo Italia in Cascia               | bis 75 kg KG   | nach einem Punktsieg im Finale über Amine Ozken, Türkei |
| 2003 | 3.    | EM in Pécs                            | bis 75 kg KG   | hinter Natalja Ragosina, Russland u. Anita Ducza |
| 2004 | 2.    | Ahmet-Comert-Turnier in Istanbul      | bis 75 kg KG   | nach Punktniederlage im Finale gegen Anita Ducza (5:18) |
| 2004 | 3.    | Torneo Italia in Cascia               | bis 75 kg KG   | hinter Shannah Hook, Kanada u. Anita Ducza |
| 2004 | 1.    | EM in Riccione/Italien                | bis 75 kg KG   | vor Anita Ducza, Emine Ozkan u. Mihaela Mureul, Rumänien |
| 2004 | 1.    | Witch-Cup in Pécs                     | bis 75 kg KG   | nach Punktsieg über Anita Ducza (14:10) |
| 2005 | 2.    | Intern. Turnier in Sankt Petersburg   | bis 70 kg KG   | nach Punktniederlage im Finale gegen Olga Slawinskaja, Russland (11:25) |
| 2005 | 1.    | Ahmet-Comert-Turnier in Istanbul      | bis 75 kg KG   | nach Punktsieg über Emine Ozkan |
| 2005 | 1.    | EM in Tønsberg/Norwegen               | bis 75 kg KG   | nach Abbruchsieg i.d. 2. Runde über Emine Ozkan u. Punktsieg über Marija Jaworskaja, Russland (31:20) |
| 2005 | 2.    | Witch-Cup in Pécs                     | bis 75 kg KG   | nach einer Punktniederlage im Finale gegen Anita Ducza (14:14+) |
| 2005 | 1.    | WM in Podolsk                         | bis 75 kg KG   | nach Abbruchsiegen i.d. 1. Runde über Kramjeet Kaur, Indien u. i.d. 2. Runde über Marija Jaworskaja u. einem Punktsieg über Olga Nowikowa, Ukraine (29:22)                                                                 |
| 2007 | 1.    | EM in Vejle/Dänemark                  | bis 75 kg KG   | nach Punktsiegen über Olga Nowikowa (20:6) u. Marija Jaworskaja (13:3) |
| 2007 | 1.    | EU-Meisterschaft in Lille             | bis 75 kg KG   | nach Abbruchsieg i.d. 1. Runde über Gabriela Mitran, Rumänien u. Punktsieg über Anita Ducza (7:6) |
| 2008 | 2.    | Ahmet-Comert-Turnier in Istanbul      | bis 75 kg KG   | nach Abbruchsieg i.d. 2. Runde über Justyna Sroczynska, Polen, einem Punktsieg über Marija Jaworskaja (11:8) u. einer Punktniederlage gegen Li Jinzi, China (4:14)                                                         |
| 2008 | 3.    | Witch-Cup in Pécs                     | Mittel         | nach einer Punktniederlage gegen Anita Ducza (7:12) |
| 2010 | 5.    | Grand Prix in Ústí nad Labem          | Mittel         | nach Punktsieg über Fabiana Garcia, Spanien (6:0) u. Punktniederlage gegen Irina Sinezkaja, Russland (2:4) |
| 2010 | 2.    | Minoan-Cup in Heraklion/Griechenland  | Halbschwer     | nach Punktsieg über Marija Jaworskaja (12:3) und Punktniederlage gegen Lidija Fidura, Polen (2:6) |
| 2010 | 3.    | Ladys-Nikolajew-City-Cup              | Mittel         | nach Abbruchsieg in der 2. Runde über Wiktoria Kebikowa, Belarus und Punktniederlage gegen Lilija Durnejewa, Ukraine |
| 2010 | 9.    | WM in Bridgetown/Barbados             | Mittel         | nach einer Punktniederlage im Achtelfinale gegen Mary Spencer, Kanada |
| 2012 | 3.    | WM in Qinhuangdao/China               | Mittel         | nach Punktsiegen über Desislawa Lasarowa, Bulgarien (10:9), Mary Spencer (18:11), Lidija Fidura (20:14) und Andrea Strohmaier, Deutschland (24:8) und einer Punktniederlage gegen Jelena Wystropowa, Aserbaidschan (15:16) |
| 2014 | 9.    | 9. Europameisterschaft in Bukarest    | Mittel         | nach einer Punktniederlage im Achtelfinale gegen Nouchka Fontijn, Niederlande (0:3 Richterstimmen (RS)) |
| 2015 | 2.    | 1. Europäische Spiele in Baku         | Mittel         | nach Punktsiegen über Timea Nagy, Ungarn (3:0 RS), Wiktoria Kebikowa, Belarus (3:0 RS) und Lidija Fidura, Polen (2:1 RS) und einer Punktniederlage gegen Nouchka Fontijn, Niederlande (0:3 RS)                             |
| 2016 | 9.    | 9. AIBA-WM in Astana                  | Mittel         | nach einem Punktsieg über Tamara Garcia, Spanien (3:0 RS) und einer Punktniederlage gegen Li Qian, China (0:3 RS) |
| 2016 | 9.    | OS in Rio de Janeiro                  | Mittel         | nach einer Punktniederlage gegen Savannah Marshall, Großbritannien |

## Schwedische Meisterschaften
| Jahr | Platz | Gewichtskl. | Ergebnis                                                                    |
| 1999 | 1.    | Mittel      | nach Punktsieg über Asa Sandell (7:6)                                       |
| 2001 | 1.    | Mittel      |                                                                             |
| 2003 | 1.    | Mittel      |                                                                             |
| 2006 | 1.    | Mittel      | nach Punktsieg über Karolina Persson (44:1)                                 |
| 2008 | 1.    | Mittel      | nach Punktsieg über Denise Jonsson (46:1)                                   |
| 2009 | 1.    | Mittel      | nach Josefina Kandrell (7:3)                                                |
| 2012 | 1.    | Mittel      | nach Punktsiegen über Jessica Oskarsson (39:5) und Natalie Bergqvist (24:7) |
| 2014 | 1.    | Mittel      | nach Punktsiegen über Elin Cederros (3:0 RS) und Love Holgersson (2:1 RS)   |
| 2015 | 2.    | Mittel      | nach einer Punktniederlage gegen Love Holgersson (0:2 RS)                   |

## Erläuterungen
- WM = Weltmeisterschaft, EM = Europameisterschaft
- Mittelgewicht, bis 75 kg, Halbschwergewicht, bis 81 kg Körpergewicht
- KG = Körpergewicht
- EU = Europäische Union
- bis zum Jahre 2008 gab es beim Frauenboxen bis zu 15 Gewichtsklassen, nach einer Reform gibt es seit dem Jahre 2009 nur mehr 10 Gewichtsklassen, die weitgehend den Gewichtsklassen der Männer angeglichen sind und auch die gleichen Bezeichnungen tragen
- bis 2012 wurden die sog. Punktemaschinen verwendet, die einen Punktsieg errechneten, seit 2013 fällen pro Kampf drei Kampfrichter die Entscheidungen